# 文德森
文德森男爵，PC（1953年10月21日—），英國工黨政治家，他與貝理雅及白高敦等人被視為把工黨在1990年代重新塑造成「新工黨」（New Labour）的關鍵人物之一。文德森本於1992年至2004年任下議院哈特爾普爾選區議員，後來自2004年至2008年出任歐盟貿易專員。
文德森在1997年有份協助貝理雅率領工黨，在當年大選擊倒保守黨首相馬卓安上台執政，結束保守黨前後掌政18年的局面。作為貝理雅的重要黨友之一，文德森在1997年工黨上台後立即獲委入內閣，但此後兩度從貝理雅內閣辭職。在2004年第二度從內閣辭職後，他出任歐盟貿易專員一職前後四年，至2008年獲繼任首相白高敦邀請下重返英國政壇，並在2008年10月13日晉身上議院，加入白高敦內閣，出任首席大臣、商業創新及技能大臣、貿易委員會主席兼樞密院議長等職，至2010年5月因工黨在大選落敗而卸任。
2024年，文德森獲首相施紀賢提名為駐美大使，翌年2月10日就職。

## 生平

### 早年生涯
文德森在1953年10月2日生於英國倫敦，父親托尼·曼德爾森（Tony Mandelson，？－1988年）在《猶太紀事報》（The Jewish Chronicle）任職廣告經理，母親瑪麗·莫里森（Mary Morrison，1921年5月30日－2006年2月14日）是前工黨副首相及外相赫伯特·莫里森的獨生女。
文德森在1965年至1972年就讀於倫敦的赫頓郡文法學校（Hendon County Grammar School），雖然生於工黨世家，但他在中學時因不滿工黨支持美國參與越戰，一度加入英國共產主義青年團以示不滿。文德森後於1973年至1976年升讀牛津大學聖凱瑟琳學院，主修哲學、政治學及經濟學，政治立場亦重新支持工黨。畢業後，他曾於1970年代末擔任英國青年協會（British Youth Council）總監，任內在1978年與阿瑟·斯卡吉爾等人，代表協會前往古巴哈瓦那出席由蘇聯舉辦的第11屆世界青年學生聯歡節，同行人士中，有幾位日後亦當上工黨閣僚。
另一方面，文德森自大學畢業後還在英國職工大會轄下的經濟事務部門工作。在得到職工大會的支持下，他在1979年9月當選蘭貝斯自治鎮議會（Lambeth Borough Council）議員，但後於1982年隨著工黨變得左傾而卸任。

### 「政治化妝師」
文德森離開自治鎮議會後，加入倫敦周末電視台（LWT），為時事節目《周末世界》（Weekend World）擔任製片。在1985年，文德森獲叔父亞歷山大·巴特勒（Alexander Butler）穿針引線下，出任工黨傳訊總監，成為英國第一代「政治化妝師」，他為工黨在背後從事公關工作，令他被傳媒冠以「黑暗王子」（Prince of Darkness）的綽號。在1986年，文德森為工黨籌劃當年富勒姆選區補選（Fulham By-election）的競選計劃，成功令工黨候選人擊敗保守黨，奪得議席。在1987年，他再為工黨統籌1987年大選的競選策略，但結果保守黨的戴卓爾夫人成功連任。

### 下院生涯

#### 影子內閣
在1990年，文德森放棄黨職，並獲工黨推薦出選屬於工黨票倉的下議院達拉謨郡哈特爾普爾選區。此後文德森全心專注競選工作，並成功於1992年大選中當選，由此晉身下議院。
文德森早年在下院大力支持歐盟，並與貝理雅和白高敦兩位被視為工黨明日之星的影子內閣閣僚結成朋友。不過，當時工黨黨魁約翰·史密斯（John Smith）只視文德森為副貳，未有對他加以重視。直至1994年史密斯突然去世後，文德森表態認為貝理雅比白高敦更適合出任黨魁，並在黨魁選舉中加以造勢，促成貝理雅的當選。雖然文德森與白高敦日後仍是盟友，但兩人因此事而蒙上隔閡。
貝理雅上任工黨黨魁後，對文德森加以信賴，彼此視對方為重要盟友。文德森憑藉他早年從事傳訊方面的經驗，為貝理雅獻計，力主改革工黨落伍形象，並以「新工黨、新英倫」（New Labour, New Britain）為號召，吸引選民支持工黨。文德森也是工黨在1997年大選的競選總幹事，在以「新工黨」作號召下，工黨最終以大比數擊敗由馬卓安領導的保守黨，貝理雅入主唐寧街，結束保守黨執政18年的局面。

#### 加入內閣

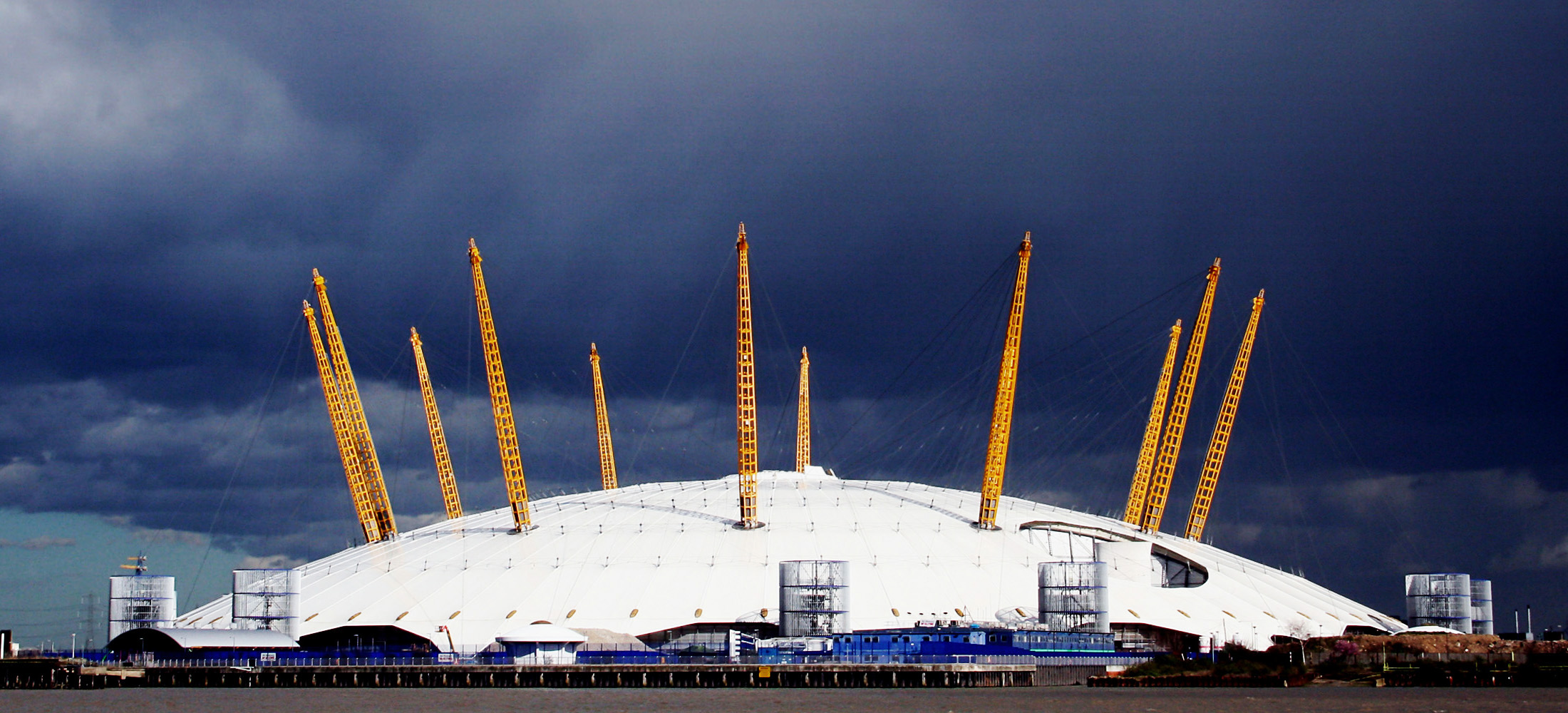
文德森有份籌建位於倫敦的千禧巨蛋。

工黨於1997年5月上台執政後，文德森以不管部大臣身份加入內閣，負責協調各部門運作，到同年6月20日，文德森進一步獲貝理雅委任接手處理千禧巨蛋籌建事宜，使他被傳媒戲稱為「巨蛋大臣」（Dome Secretary）。然而，內閣一直對是否興建千禧巨蛋存有分歧，其中文化媒體及體育大臣冼敏治（Chris Smith）等閣僚更對方案帶來的成效深表質疑。此外，文德森的外祖父赫伯特·莫里森曾在1951年成功籌辦英國節，因此外界多將文德森籌辦千禧巨蛋一事與其外祖父作比較。可是，千禧巨蛋在籌劃過程中屢生醜聞，其中文德森被指專斷獨行，引發創作總監史蒂芬·貝利（Stephen Bayley）在1998年1月10日宣佈辭職。
文德森本身後來因另一醜聞而在1998年12月退出政府，千禧巨蛋的工作改由范克林勳爵接手，但醜聞依舊不絕。在2000年，千禧巨蛋被指在開幕儀式上安排混亂，表演項目欠缺水準，而且內部管理失當，浪費大量公帑，結果千禧巨蛋行政總裁珍妮佛·佩奇（Jennifer Page）被指要為事件負責，在同年2月遭政府撤換。但在2000年6月，佩奇出席下議院文化遺產專責委員會，對指控加以反擊。她批評，文德森和繼任的范克林過份插手千禧巨蛋的籌辦工作，致令項目錯漏百出，她又辯稱自己已就此多番作出提醒，但是不得要領。
除了千禧巨蛋的工作外，文德森在1998年7月再兼任貿工大臣，任內向國會提交《千年蟲及電子商務草案》（Millennium Bug And Electronic Commerce Bill），以及草擬一份《競爭力白皮書》（Competitiveness White Paper）。同年，他進一步獲委任為樞密院顧問官。

#### 首次辭職
在1998年12月，文德森被揭發在1996年接受富商兼工黨下院議員傑佛里·羅賓遜（Geoffrey Robinson）提供373,000英鎊免息貸款，以購買位於諾丁山一處住宅物業，但文德森從未就貸款作出申報。同時間，身兼財政部主計長的羅賓遜因其私人商業業務出現問題，而遭貿工部展開調查。雖然文德森堅稱自己已經刻意不過問、不插手有關調查，事件不存在利益衝突，但他承認自己應該及早就貸款一事作出申報，並決定為事件負責，在同年12月23日宣佈辭去內閣所有職務。
事件發生後，向文德森提供按揭服務的不列顛尼亞房貸互助會（Britannia Building Society）指他在申請按揭時，沒有就羅賓遜的貸款作出申報，向文德森展開調查。互助會後來認為文德森在申請上沒有違規，決定不作進一步行動，亦不把個案轉介警方，但同時決定日後不再受理文德森的按揭申請。據消息引述，文德森最初相信自己可應付有關事件，不過事實是事件愈鬧愈大，貝理雅遂認為文德森辭職是唯一解決方法。
儘管從內閣宣佈辭職，但僅約10個月後，文德森在1999年10月再獲貝理雅招攬入閣，接替毛美琳出任北愛爾蘭事務大臣。在上任後第一篇下院演說中，他誤將自己的職位稱為「愛爾蘭大臣」，受到反對黨派議員的激烈責難。在任內，文德森推動權力下放方面的改革，見證北愛爾蘭議會和北愛爾蘭行政院成立，並著手重新改組當地警隊成為北愛爾蘭警務處。
在2000年10月16日，有傳媒披露傑佛里·羅賓遜指責文德森在貸款醜聞一事上向下議院隱瞞真相，致令兩人雙雙從政府辭職。然而文德森沒有承認羅賓遜的指控。

#### 再度辭職
在2001年1月，文德森被揭發曾經致電內政事務政務次官歐柏文（Mike O'Brien），涉嫌協助印度富商斯瑞查得·欣杜賈（Srichand Hinduja）申請英國公民身份。由於欣杜賈家族涉及卜福士醜聞（Bofors scandal），正被印度政府調查，所以有關的英籍申請一直未獲得英國內政部批核，而另一方面欣杜賈的家族財團又曾經出資參與千禧巨蛋部份項目，文德森的行為遂被外界質疑有私相授受之嫌。文德森堅持自己並無任何失當行為，但仍於2001年1月24日宣佈辭去北愛爾蘭事務大臣一職，第二度退出內閣。文德森辭職後，政府委任安東尼·哈蒙德爵士（Sir Anthony Hammond）就事件展開獨立調查，最終結論無人犯錯。
退出政府後，文德森繼續任下院議員，並在2001年大選尋求連任，但就受到社會主義工黨的阿瑟·斯卡吉爾、以及自稱「真工黨人」（Genuine Labour）的前工黨新聞主任約翰·布斯（John Booth） 挑戰。儘管受到醜聞困擾，但文德森卻比上屆大選取得更多票數，成功連任。他隨後在發表經電視直播的致謝演說，強調「我是戰士、不是輕易放棄的人」（I'm a fighter, not a quitter）。

### 歐盟貿易專員
儘管文德森在哈蒙德的調查中獲證明清白，但從政治上考慮，他再重返內閣將相當困難。到2004年，英國歐盟專員金諾克和彭定康的任期剛好雙雙屆滿，文德森遂透露意向有意接任。不過歐盟規定，出任專員者不可擔任其他工作，這意味文德森必先放棄他的下院議席。當時黨內有輿論擔心，一旦文德森退出下院，他的議席就要透過補選填補，議席隨時有可能落入其他黨派手中，不過文德森設法向黨內作出遊說，保證工黨將可在補選中穩勝。
在2004年7月23日，政府決定提名文德森接任英國歐盟專員，他隨後在同年9月8日放棄其下院議席。一如文德森所預期，在9月30日的哈特爾普爾選區補選中，工黨候選人成功奪得議席，票數比第二位的自由民主黨候選人更多出約2,000票。

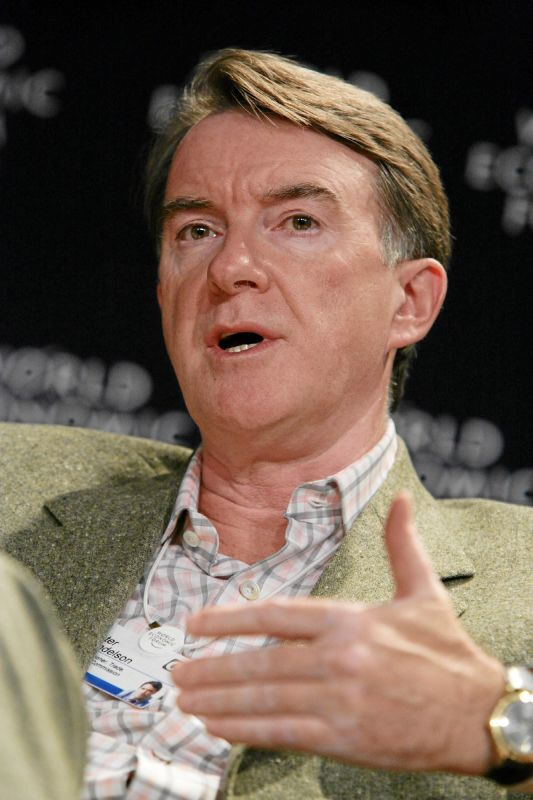
文德森2007年在瑞士達沃斯出席世界經濟論壇時攝。

文德森在2004年11月22日正式出任英方歐盟專員，同時出任歐盟貿易專員，負責代表歐盟各成員國與其他貿易夥伴進行談判。在2005年4月22日，《泰晤士報》報導，文德森在剛過去的新年元旦參加保羅·艾倫在豪華遊艇上舉行的派對。艾倫本身是微軟創辦人之一，而當時歐盟又正對微軟是否壟斷市場一事展開調查，有關報導一度惹來輿論揣測。
文德森任內以作風高調著稱，其中在2008年夏天，他更與法國總統兼時任歐洲理事會輪任主席尼古拉·薩爾科齊陷入公開不和。薩爾科齊指責他出賣歐洲農民，並在世貿多哈回合貿易談判中不顧法國利益；他又指文德森的貿易政策令歐洲人民質疑歐洲統合，致令愛爾蘭在公投中否決《里斯本條約》。文德森則批評，薩爾科齊的言論損害他在多哈談判中的影響力，又指自己並非最先挑起爭端，澄清只是「站起來替自己辯護，不會被人欺凌」，另外，他還以事件重申警告保護主義正隨環球經濟衰退而冒升。
在2008年9月，中國奶製品污染事件曝光，中國國內多名嬰兒因飲用含化工原料三聚氰胺的中國製奶製品而患上腎結石，至少四名嬰兒死亡，一時間引起國際對中國奶製品的恐慌。文德森在事件爆發後不久，剛好到訪中國出席世界經濟論壇，其中在9月26日的論壇上，他公開喝下一杯中國製酸奶，以示對中國奶製品投下信任一票，翌日，中國總理溫家寶以「我很感動」回應文德森的行動，並對他加以表揚。然而，事隔十日後，文德森在英國因腎結石送院進行小型手術，雖然兩件事之間相信並無關聯，但兩件事仍被傳媒一同廣泛報導。
文德森在2008年10月卸任歐盟貿易專員，返回英國加入內閣，但隨即被傳媒抨擊，指他過去數年與俄國富商奧萊格·德里帕斯卡互有聯絡，其中《泰晤士報》披露，文德森曾在2008年8月登上德里帕斯卡停泊於希臘科孚島的遊艇作客。由於德里帕斯卡本身擁有俄羅斯鋁業聯合公司，而文德森在任歐盟貿易專員期間曾兩度決定寬減鋁材關稅，兩人關係遂引來輿論批評，質疑文德森與德里帕斯卡存有利益衝突。文德森則對指控加以否認，並指兩人從未討論過鋁材關稅等議題。在10月26日，影子外相夏偉林表示「全國上下」促請政府提高「透明度」，披露文德森與德里帕斯卡過往的會面內容，英揆白高敦則回應指兩人的對話內容「光明正大」，文德森並無違法。至於文德森則反駁，與新興經濟國家「不同領域」的商界人物見面，是歐盟貿易專員的職責，他認為沒有問題。另外在2008年10月29日，文德森官式訪問俄國時，英國傳媒傳聞文德森於2005年到俄國會見德里帕斯卡時，曾獲對方安排特快簽證，但消息未有得到證實。

### 重返政府

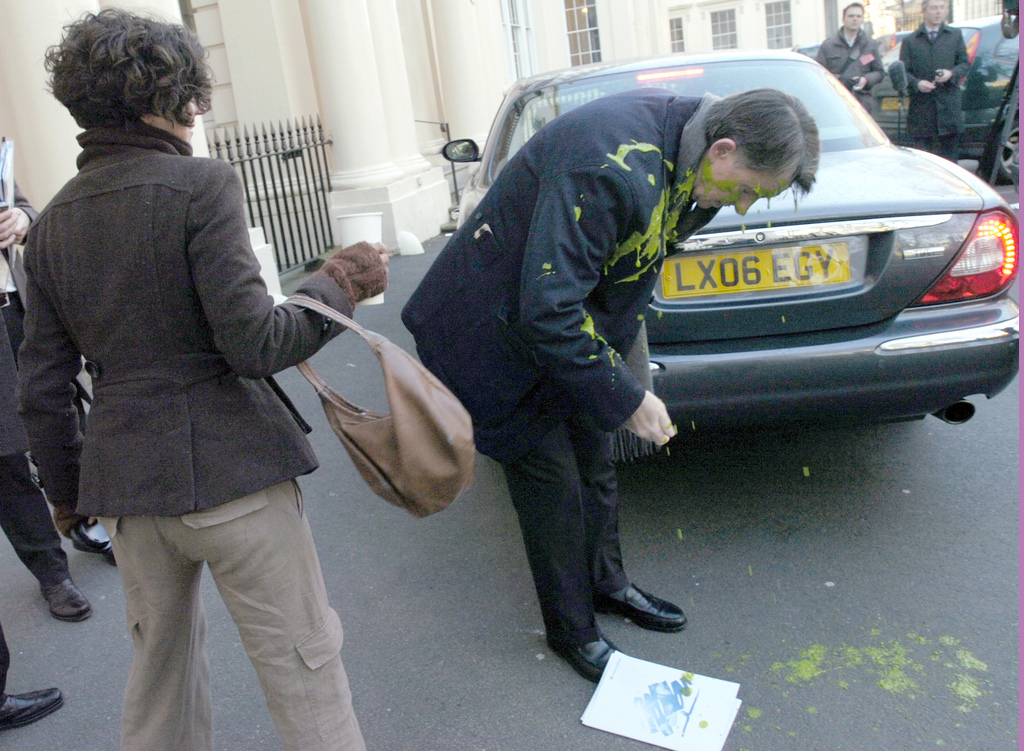
文德森在2009年3月6日遭一名環保份子惡意淋潑綠色蛋漿。

在2008年10月3日，英揆白高敦改組內閣，文德森意外地獲第三度重返內閣，出任商業企業及規管改革大臣
（簡稱商務大臣），並且以終身貴族身份晉身上議院入閣。在2008年10月13日，文德森正式獲策封為赫里福德郡佛依及達拉謨郡哈特爾普爾的文德森男爵（Baron Mandelson, of Foy in the County of Herefordshire and of Hartlepool in the County of Durham），同日到上議院宣誓就任。與第一、二次入閣不同，這次招攬文德森入閣的不是貝理雅，而是與他素有心結的白高敦，外界相信白高敦以文德森入閣，是希望拉攏工黨內貝理雅派系的支持。上任僅半年多後，文德森在2009年6月5日另一次內閣改組中，再兼任首席大臣及樞密院議長兩職。另外，他原本兼任商業企業及規管改革大臣一職的權力獲得擴充，職位更名為商業創新及技能大臣，並且繼續兼任貿易委員會主席一職。
重返政府後，文德森表態強烈支持希思羅機場擴建計劃，引來環保份子不滿。在2009年3月6日，文德森出席政府一個有關低碳工業政策的研討場合時，在場外遭一名女環保份子公開以綠色蛋漿潑面，以示對文德森支持希思羅機場興建第三條跑道的不滿。文德森在事件中並無大礙，而該名環保份子事後在4月9日則遭到警方警誡。
在2009年年中，英國國會爆發議員濫取津貼醜聞，上下兩院多名議員，包括內閣閣僚在內皆受牽連。其中《每日電訊報》披露，文德森在2004年宣佈辭任下院議員後不足一星期，曾向下院申領3,000英鎊，以維修他在哈特爾普爾選區的寓所。文德森辯解指有關維修相當迫切，而所有申領程序均依足國會規定，否認自己違規。
在2010年5月的大選，白高敦的工黨政府被保守黨擊敗而垮台，文德森亦卸任第一國務大臣、商業創新及技能大臣、貿易委員會主席和樞密院議長的所有職務。

### 卸任後活動
2024年，文德森參選牛津大學因彭定康卸任而舉行的校監選舉。9月，文德森到訪香港，出席了香港大學一場關於中英關係的論壇，並與香港前財政司司長曾俊華會面。曾俊華透露他訪港目的之一是為了在校監選舉中爭取校友支持。校方在10月16日確認了包括他在內38位參選人的資格。11月5日，文德森與夏偉林、葛偉富等五人一同進入第二輪投票，但最後敗給夏偉林。
2024年，文德森獲首相施紀賢任命為駐美大使，但其被候任美國總統當勞·特朗普的競選經理克里斯·拉奇維塔斥為「白痴」。他在翌年2月10日就任。

## 個人生活
文德森未婚，但在1998年10月時任威爾斯事務大臣羅恩·戴維斯（Ron Davies）因醜聞而辭職後，本身也是同性戀者的《泰晤士報》專欄作家兼前下院議員馬修·派里斯（Matthew Parris）在BBC一個節目上公開指「文德森肯定是同性戀者」。在2000年，文德森公開他與巴西籍情人連拿度·阿維拉·達·席爾瓦（Reinaldo Avila da Silva）的多年感情關係，但據知兩人已在2007年分手，文德森則轉而結識一名比他年輕20年的意大利時裝設計師。

## 榮譽

### 頭銜
- （1953年10月21日－1998年）
- 閣下 （1998年－2008年10月13日）
- 文德森勳爵閣下，PC （2008年10月13日－）

### 殊勳
- P.C. （1998年）
- 終身貴族 （2008年10月13日）

## 部份著作
- The Blair Revolution, 1996. (Co-authored with Roger Liddle)

（《革命》，1996年，與羅傑·林德爾合著）
- The Blair Revolution Revisited, 2002.

（《重訪革命》，2002年。）
註：為方便讀者，以上中文書名皆由維基編輯自行翻譯，絕不是指這些著作備有中文譯本，讀者亦不應視以上譯名為中文版書名。

## 延伸閱讀
- Jones, Nicholas (2000). Sultans of Spin: The Media and the New Labour Government. Orion Books. ISBN 0-75282-769-3.
- Macintyre, Donald (1999). Mandelson: The Biography. Harper Collins. ISBN 0-00-255943-9.
- Mandelson, Peter (2002). The Blair Revolution Revisited. Politico's. ISBN 1-84275-039-9.
- Rawnsley, Andrew (2001). Servants of the People: The Inside Story of New Labour. Penguin Books. ISBN 0-140-27850-8.
- Routledge, Paul (1999). Mandy: The Unauthorised Biography of Peter Mandelson. Simon & Schuster. ISBN 0-684-85175-X.
- Seldon, Anthony (2005). Blair. The Free Press. ISBN 0-7432-3212-7.

## 外部連結
- BBC簡歷 （页面存档备份，存于）
- 重召文德森回巢救黨 白高敦押上最大政治賭注 （页面存档备份，存于），2008年10月12日
- 文德森在下院的參與紀錄 （页面存档备份，存于）

| 官衔                               | 官衔                                   | 官衔                        |
| ---------------------------------- | -------------------------------------- | --------------------------- |
| 前任者： 繆柏安                    | 不管部大臣 1997年 - 1998年             | 繼任者： 祈卓禮             |
| 前任者： 貝嘉晴 貿易委員會主席     | 貿工大臣 1998年                        | 繼任者： 拜爾斯             |
| 前任者： 毛美琳                    | 北愛爾蘭事務大臣 1999年 - 2001年       | 繼任者： 韋俊安             |
| 前任者： 金諾克                    | 英國歐盟專員 2004年 - 2008年           | 繼任者： 艾嘉蓮女男爵       |
| 前任者： 彭定康                    | 英國歐盟專員 2004年 - 2008年           | 繼任者： 艾嘉蓮女男爵       |
| 前任者： 帕斯卡爾·拉米             | 歐盟貿易專員 2004年 - 2008年           | 繼任者： 艾嘉蓮女男爵       |
| 前任者： 夏敦                      | 商業企業及規管改革大臣 2008年 - 2009年 | 繼任者： 商業創新及技能大臣 |
| 前任者： 商業企業及規管改革大臣    | 商業創新及技能大臣 2009年 - 2010年     | 繼任者： 祈維信博士         |
| 前任者： 鄧俊安 創新大學及技能大臣 | 商業創新及技能大臣 2009年 - 2010年     | 繼任者： 祈維信博士         |
| 空缺上一位持有相同頭銜者：彭仕國   | 首席大臣 2009年 - 2010年               | 繼任者： 夏偉林             |
| 前任者： 羅卓雅女男爵              | 樞密院議長 2009年 - 2010年             | 繼任者： 尼克·克萊格        |